# 《解放日报》事件
《解放日报》事件，是指1966年11月底至12月初，红卫兵上海市大专院校革命委员会（简称“红革会”）强行封闭《解放日报》社的事件。

## 经过
1966年11月25日，聂元梓在江青授意下，在上海召开“红卫兵上海市大专院校革命委员会”（简称“红革会”）和外地来沪的红卫兵联合会议，“红革会”与“红卫兵上海总司令部”合办的《红卫战报》第9期刊登了一篇题为《〈解放日报〉是上海市委推行资产阶级反动路线的忠实工具》的文章。11月27日，“红革会”要求把这一期《红卫战报》和《解放日报》夹在一道、同时发行。理由是《解放日报》贯彻执行了中共上海市委“一条又粗又长又黑又臭的资产阶级反动路线”，需要《红卫战报》来“消毒”。此事当即遭到上海市委和《解放日报》社负责人的拒绝。
11月29日晚10时左右，市“红革会”一个常委带领二三百人来到市报刊发行处，再次要求将《红卫战报》与《解放日报》夹在一起发行，又一次遭到拒绝。于是他们冲进解放日报社，向报社负责人提了三项要求：
1. 《红卫战报》夹在《解放日报》内一起发行；
2. 《解放日报》必须全文转载《红卫战报》的《〈解放日报〉是上海市委执行资产阶级反动路线的忠实工具》一文；
3. 要把市委执行资产阶级反动路线的问题和市委对报社的指示告诉他们。

这些要求遭到报社负责人的拒绝。于是“红革会”总部召开常委会议，决定进驻报社，逼迫报社同意他们的要求。11月30日凌晨1时左右，“红革会”从各个学校调集大批人员，冲进汉口路274号解放日报社大楼，占领了楼下的发报间、会议室、礼堂和一些办公室。并成立了“火线指挥部”。“红革会”强行扣住《解放日报》，不让发行。上午，红卫兵进驻报社，迫使《解放日报》停刊。“红革会”的行动立即得到幕后策动者北京聂元梓等人的狂热支持。30日下午。“红革会”一些人进一步提出“现在的主要矛盾变了。不仅是发行《红卫战报》的问题了。我们现在是要占领解放日报社，批判《解放日报》的资产阶级反动路线！”，而解放日报社内的“造反联合司令部”和文汇报社的“星火燎原革命造反司令部铁骨红心战斗兵团”也发表声明，支持“红革会”的行动。
“赤革会”（赤卫军上海市大专院校革命委员会）聚集了数千人前往解放日报社门前游行示威，表示对“红革会”的声援。同济大学“东方红”兵团100余人，参加进驻解放日报社。以王洪文为首的“上体司”头头也带了“尖刀班”，以“先遣队”的名义进入解放日报社，参加了“火线指挥部”，使“红革会”为首的红卫兵造反队伍扩大。在几天中，造反队伍占据了报社编辑部的办公室，使记者采访中断，编辑无法正常工作，稿件文件和图书大量流散。
解放日报社被占领，《解放日报》被停止发行的消息不胫而走，激起了上海人民的强烈反对。“上海捍卫毛泽东思想工人赤卫队总部”筹委会首先发表声明。反对“红革会”的无理行动，提出四点意见：
1. 《解放日报》是华东局、上海市委的党报，“红革会”因为《红卫战报》不能夹在《解放日报》内发行，而封闭解放日报社的做法是错误的；
2. 支持上海人民要看《解放日报》的要求，“红革会”应尽快撤出解放日报社；
3. 撤出后，《红卫战报》的递送，由华东局、上海市委与“红革会”、“工总司”、“赤卫队总部”会同一起协商解决；
4. “红革会”如无视我们的声明。我们将采取必要的行动[4]。

随后，四面八方的群众纷纷来到解放日报社，先后约有50万人。12月3日早晨，“工总司”和“红革会”一些人，绑架中共上海市委宣传部副部长蒋文焕和上海市副市长李干成。他们挟持李干成一起去揪市委书记曹荻秋，结果没有找到曹荻秋。他们到华东医院把正在就医的华东局第三书记韩哲一揪到解放日报社，并挟持韩哲一、李干成去驱散报社外面的群众。里边造反派用办公桌、玻璃、木条等堵住报社大门，外边群众猛力往里冲，把一张乒乓球桌撞了个洞，造反派就把蒋文焕推到洞口堵，直到蒋文焕被折磨得面色苍白，休克过去，报社职工将其急送仁济医院抢救。蒋文焕后被造反派迫害致死。华东局和上海市委韩哲一、王一平、宋季文等十余名领导干部和报社工作人员遭受人身迫害。
12月3日下午，“赤卫队”总部散发《正告上海市委：必须坚持原则》的传单。主要内容是要求中共上海市委不允许《红卫战报》夹在《解放日报》一起发行；“红革会”、“工总司”立即撤出报社。与此同时，解放日报社多数职工组织的“解放日报红色造反兵团”和报社印刷工人组织的“解放日报工人赤卫队”也印发了《解放日报事件真相》和《告全市革命群众书》，其中提到：“尽管五天来报社情况严重……但我们一直坚守岗位，坚持编辑，印报，报纸的出版一天没有停止。所有印好的报纸，都完好的保存在仓库里。”

## 结果
中共中央政治局常委、中央文革小组顾问陶铸指示：“群众组织的报纸与党报是两种不同性质的报纸，这是个原则问题，要顶住。”而聂元梓极力煽动：“不要轻易从报社退出来，要坚持到市委垮台为止。”中央文革小组支持“红革会”和“工总司”的造反行动。
12月5日晚，中共上海市委接到中央文革小组《关于处理解放日报事件的意见》的文件，大意是：“总的方面要支持，《解放日报》附带发行《红卫战报》，无非是揭露市委的错误，应该欢迎。”“地方报刊停那么几天，没有什么了不起。”在中央文革小組的巨大压力下，市委书记王一平和常委、副市长宋季文到解放日报社与“红革会”代表“谈判”，被迫在“红革会”提出的“三项决定”和“工总司”提出的“四项要求”签字。12月9日，造反派全部撤离报社。